# Рижівка
Рижі́вка — село в Україні, у Білопільській міській громаді Сумського району Сумської області. Населення станом на 2024 рік становило 7 осіб.

## Географія
Село Рижівка розташоване на лівому березі річки Сейм, вище за течією примикає смт Тьоткіно (Росія), нижче за течією на відстані 3 км розташоване село Старі Вирки, на протилежному березі село Бояро-Лежачі.
Річка у цьому місці звивиста, утворює лимани, стариці та заболочені озера. Село межує з кордоном Росії.
Поруч пролягає залізниця.

## Історія
- Перша письмова згадка про село зістрічається у 1719 р.
- В першій половині 18 століття збудували храм Святого Миколая Чудотворця[2].
- За даними на 1862 рік у казенному селі Путивльського повіту Курської губернії мешкало 537 осіб (268 чоловіків та 269 жінок), налічувалося 40 дворових господарств, існувала православна церква[3].
- Станом на 1880 рік у колишньому державному селі Глушецької волості мешкала 501 особа, налічувалося 83 дворових господарства, існувала православна церква[4].
- У 1893 році при місцевому храмі почала діяти дворічна церковнопарафіяльна школа[2].
- Село постраждало внаслідок геноциду українського народу, здійсненого урядом СРСР в 1921–1923, 1932–1933 та 1946–1947 роках[5].
- 12 червня 2020 року, відповідно до розпорядження Кабінету Міністрів України № 723-р «Про визначення адміністративних центрів та затвердження територій територіальних громад Сумської області», село увійшло до складу Білопільської міської громад[6].
- 19 липня 2020 року, в результаті адміністративно-територіальної реформи та ліквідації Білопільського району, село увійшло до складу новоутвореного Сумського району[7].

#### Російське вторгнення в Україну (з 2022)
26 квітня 2022 року, за словами глави сумської ОВА Дмитра Живицького, практично вся лінія українсько-російського державного кордону обстрілювалася з тяжкої артилерії та мінометів. Російські провокації відбувалися від Бачівська до Білопілля.
23 липня 2022 року близько 15:00 із важкої артилерії російські агресори обстріляли село. Внаслідок обстрілу на власному подвір’ї загинув 71-річний місцевий фермер. Пошкоджено домоволодіння та два трактори. За даними слідства, російські військовослужбовці, застосовували засоби ведення війни, які заборонені міжнародним правом.
У серпні 2023 року влада Сумщини оголосила евакуацію з населеного пункту. З того часу і до березня 2024 року з села виїхали понад 600 людей.
26 лютого 2024 року росіяни обстріляли село з мінометів, поранення у живіт отримав Сергій Сахорний, нікому було надати йому першу кваліфіковану допомогу. По дорозі до Сум він помер. Чоловіку було 68 років. 
17 березня 2024 року в селі перебував 31 мешканець, за два дні 23 людини було евакуйовано через постійні обстріли населеного пункту російським агресором.
10 червня 2024 року російські ЗМІ опублікували новину про те, що село нібито «звільнив» Кадиров. Натомість староста Рижівки Сергій Анікін заперечив цей факт. Чоловік хоч і евакуювався до Білопілля з середини березня цього року, але продовжує возити продукти для тих людей, які там живуть. “Я був у суботу і неділю в Рижівці, возив хліб, інші продукти для місцевих. Там живуть 9 людей. Рижівку ніхто не захоплював. Це Україна”, – сказав Сергій Анікін. Нині село Рижівка – це сіра зона. Туди не приїздить поліція, ДСНС та інші служби. На deepstatemap жодних змін у статусі цієї території за вчора не було.
14 серпня 2024 року оперативне командування «Північ» повідомило, що російський агресор обстріляв Сумську область. В селі зафіксовано 12 вибухів, ймовірно міномет 120 мм. 
26 серпня 2024 року російські загарбники продовжували обстрілювати прикордонні території Сумської області. Зокрема в селі зафіксовано 2 вибухи, ймовірно КАБ. 

## Економіка
- «Рижівка», ТОВ
- «Україна», ПСП, агрофірма

## Соціальна сфера
- Дитячий садок
- Школа

## Природа
У заплаві річки Сейм (річка) поблизу села зустрічається рідкісний червонокнижний вид — Хохуля руська (Desmana moschata L.), яка потрапила сюди після 1970 року, коли її було штучно акліматизовано на території суміжної з Україною Брянської області Росії.